# Eremiaphila bifasciata
Eremiaphila bifasciata è una specie di mantide religiosa appartenente al genere Eremiaphila.